# ワンズファクトリー
株式会社ワンズファクトリー（WANZ FACTORY）は、日本のアダルトビデオメーカーである。
セルメーカーとして発足。レンタル向けは2002年よりソフト・オン・デマンドから毎月数作品がリリースされていたが、2006年9月より自社からのリリースに切り替え、全商品がセルorレンタル商品となった。2013年からはアウトビジョングループ（現・株式会社WILL）に属している。
我慢できれば生★中出しSEX!シリーズは当メーカー最多リリース数を誇り、2022年にシリーズ100作を突破した。

## 専属女優

### 現役の専属女優
- 鈴の家りん(2024年11月 -)

#### かつての専属女優
- あんずさき(2004年7月 - 2005年) - ワンズファクトリー初の専属女優[2]。
- 藤本もも(2007年7月 - )
- 五十嵐こころ(2007年7月 - 2008年) - 専属女優でデビュー。
- 吉川莉奈(2008年7月 - ) - 専属女優でデビュー。
- モカ(2008年9月 - ) - 後にERIKAと名を改めた。
- 麻倉憂(2014年4月より)
- つぼみ(2013年9月より) - MOODYZとワンズファクトリーの専属。
- 裕木まゆ(2015年1月 - 2015年5月)
- 桐谷まつり(2019年3月 - 2020年8月) - OPPAIととワンズファクトリーの専属。

## 著名なシリーズ作品
- 我慢できれば生★中出しSEX!(2014 - )[3][4]
- デカ尻マニアックス(2016 - 2022)
- 嫌いな義父に夜這いされて…(2017 - )
- 有名コスプレイヤー月に一度の危険日中出しオフ会(2014 - 2017)
- 10発中出しするまで勃起させちゃうお姉様SEXテクニック(2013 - 2016)
- ランジェリーナ(2013 - 2017)
- 「もうイッてるってばぁ！」状態で何度も中出し！(2018年 - )
- 黒人英会話NTR(2017 - )[5]
- 早漏をゴマかす暴発後の延長ピストンで抜かずの追撃中出し！！(2019 - )[6]
- 相部屋メスイキ筆おろし！2人同時に乳首・亀頭・前立腺責め！！(2021 - 2022)[7]
- デカパイでか尻ソープ嬢(2007 - 2009年5月)
- 輪姦生中出し20連発(2007 - 2009)
- 社長秘書はインテリ痴女(2007 - 2017)
- 超-股間のアングル(2005 - 2010)